# Efi Achtsioglou

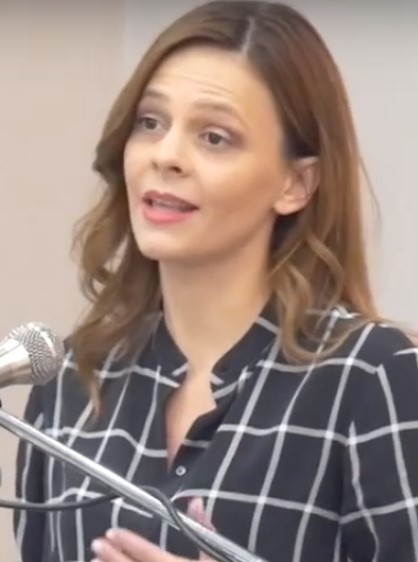
Efi Achtsioglou 2018

Eftychia „Efi“ Achtsioglou (griechisch Ευτυχία «Έφη» Αχτσιόγλου, * 4. Januar 1985 in Giannitsa) ist eine griechische Politikerin, die unter der Regierung von Alexis Tsipras Ministerin für Arbeit, soziale Sicherheit und soziale Solidarität war.

## Leben
Efi Achtsioglou ist die Tochter der Ärztin Rodi Dioudi und des Rechtsanwalts Themistoklis Achtsioglou. Sie wuchs in ihrer Geburtsstadt Giannitsa auf, wo sie auch die Schule abschloss. Sie ist mit dem Politiker Dimitris Tzanakopoulos verheiratet. Die beiden haben einen Sohn.

## Karriere
Achtsioglou studierte Jura an der Aristoteles-Universität Thessaloniki. Sie schloss ihr Studium 2006 mit Auszeichnung ab. Anschließend absolvierte sie ein Postgraduiertenstudium in öffentlichem Recht und Politikwissenschaften. Ihre Doktorarbeit verfasste sie über das Arbeitsrecht. Im Jahr 2015 wurde ihr der Doktortitel in Rechtswissenschaften mit Auszeichnung verliehen. Nach ihrem Studium war sie als Rechtsanwältin in Thessaloniki und als akkreditierte parlamentarische Assistentin beim Europäischen Parlament in Brüssel tätig. Außerdem arbeitete sie als wissenschaftliche Mitarbeiterin am Zentrum für internationales und europäisches Recht und im Bereich des Zivil- und Arbeitsrechts an der Aristoteles-Universität Thessaloniki.
Schon während ihres Studiums war Achtsioglou in der „Jugend der linken Bewegung“ (Νεολαία του Συνασπισμού) politisch aktiv. Auf Einladung des SYRIZA-Vorsitzenden Alexis Tsipras ließ sich Achtsioglou auf die Landesliste seiner Partei für die Parlamentswahlen 2015 setzen und wurde ins Parlament gewählt. In den Jahren danach war sie Leiterin des Verhandlungsteams des Arbeitsministeriums mit den involvierten Institutionen, die Griechenland während der Wirtschaftskrise kontrollierten.
Nach einer Regierungsumbildung im zweiten Kabinett Tsipras übte sie von 2016 bis 2019 das Amt der Ministerin für Arbeit, soziale Sicherheit und soziale Solidarität aus. Sie übernahm von Giorgos Katroungalos, unter dem sie vorher gearbeitet hatte. Bei den Parlamentswahlen 2019 wurde sie als Kandidatin von SYRIZA im Wahlbezirk Athen wiedergewählt und zur Finanzexpertin ihrer Partei ernannt. Auf dem 3. Kongress der SYRIZA-Partei im Mai 2022 konnte sie bei der Wahl ins Zentralkomitee der Partei die meisten Stimmen auf sich vereinigen.
Bei den Parlamentswahlen 2023 wurde sie in ihrem Wahlbezirk Athen als Abgeordnete bestätigt. Nach dem durch die Wahlniederlage hervorgerufenen Rücktritt des Parteivorsitzenden Alexis Tsipras kandidierte Achtsioglou im September 2023 als dessen Nachfolgerin, verlor jedoch gegen den Outsider Stefanos Kasselakis. Kurze Zeit später trat sie zusammen mit acht weiteren SYRIZA Abgeordneten aus der Partei aus, da sich die Partei unter Kasselakis zu weit von ihren linken Idealen entfernt habe, wie in der offiziellen Begründung des Parteiaustritts zu lesen war. Achtsioglou gründeten zusammen mit elf weiteren Abgeordneten die neue Partei Nea Aristera (deutsch Neue Linke). Präsident der Partei wurde Alexis Charitsis. Achtsioglou behielt allerdings ihren Abgeordnetensitz.

## Veröffentlichungen (Auswahl)
- Sustainable Development and Its Judicial Review in Greek Case Law: A conceptual and methodological analysis (Nachhaltige Entwicklung und ihre gerichtliche Überprüfung im griechischen Fallrecht: Eine konzeptionelle und methodologische Analyse). LAP Lambert Academic Publishing, London 2010, ISBN 978-3-8433-7439-2.
- ‘Ξαναπιάνοντας το νήμα...για τη σχέση δημοκρατίας και σοσιαλισμού’ (Den Faden aufnehmen ... über das Verhältnis zwischen Demokratie und Sozialismus). Thyrathen Verlag, Thessaloniki 2012, ISBN 978-960-8097-89-6. (mit I. Koumasidis und S. Mitsas)
- There Must Be Some Way Out of Here … The Crisis, Labour Rights and Member States in the Eye of the Storm (Es muss einen Ausweg geben ... Die Krise, die Arbeitnehmerrechte und die Mitgliedstaaten im Auge des Sturms). In: European Law Journal 2014, Nr. 20, Seite 219–240. (mit M. Doherty)[7]